# Battaglia di Nicopoli (48 a.C.)
La battaglia di Nicopoli ebbe luogo nel dicembre  del 48 a.C. tra l'esercito di Farnace II del Ponto, figlio di Mitridate VI Eupatore, e un esercito romano guidato da Gneo Domizio Calvino.

## Antefatto
Dopo aver sconfitto Pompeo Magno e gli ottimati a Farsalo, Giulio Cesare si portò in Asia Minore e poi in Egitto. Nella provincia asiatica lasciò Gneo Domizio Calvino al comando con un esercito tra cui la XXXVI Legione, composta principalmente da veterani delle legioni sciolte di Pompeo. Con Cesare impegnato in Egitto e la repubblica romana ancora nel pieno di conflitti civili, Farnace vide l'opportunità di espandere il proprio regno del Bosforo, seguendo l'esempio di suo padre. Nel 48 a.C. invase la Cappadocia, la Bitinia e l'Armenia Minore.
Calvino concentrò le sue forze nella Comana, che consistevano nella XXXVI legione formata da veterani romani e italici, più due legioni locali di recentemente formazione con uomini reclutati nell'Armenia Minore, che erano state  armate, addestrate e organizzate al modo romano dal re Deiotaro di Galazia. Vi erano anche truppe ausiliarie e cavalleria leggera provenienti dalla Cilicia. Nonostante fosse in minoranza rispetto a Farnace, Calvino avanzò verso il Ponto, per rafforzare le sue forze con coloni militari reclutati in fretta dalle colonie pontiche di Roma. Farnace cercò di ritardare Calvino con la diplomazia ma, fallendo in questo, si ritirò nelle vicinanze di Nicopoli in Armenia Minore. Calvino portò il suo esercito a meno di sette miglia da Nicopoli e, evitando un agguato di Farnace, dispiegò il suo esercito. Farnace si ritirò in città e attese un'ulteriore avanzata romana.

## Battaglia
Calvino avanzò e si trovò di fronte la pesante fanteria di Farnace, schierata in profondi ranghi tra due trincee, con le truppe ausiliarie poste di fronte e fiancheggiata da numerosi cavalieri. I romani dispiegarono la XXXVI legione sull'ala destra, gli ex legionari reclutati nelle colonie pontiche a sinistra e le legioni recentemente reclutate al centro. Gli ausiliari romani formarono la guardia avanzata, mentre la cavalleria leggera era posta sui fianchi. Dato che il numero delle forze di Farnace sopravanzava quelle dei Romani, Calvino allargò il suo esercito per adattarsi allo schieramento di Farnace ed evitare così di essere aggirato. La battaglia iniziò male per Calvino, perché le sue truppe reclutate nel Ponto fuggirono poco dopo l'inizio dei combattimenti. Con un ampio segmento della sua linea ormai scomparso, Calvino non riuscì ad assalire le posizioni nemiche e non ebbe altra scelta che ritirarsi. La fermezza della XXXVI legione lo salvò dal completo annientamento, e così Calvino riuscì a ritirarsi combattendo, senza farsi annientare. Sebbene la XXXVI legione avesse avuto solo lievi perdite, Calvino perse quasi due terzi del suo esercito quando si disimpegnò completamente.

## Conseguenze
Una ribellione nel suo regno impedì a Farnace di usufruire appieno della sua vittoria, costringendolo a tornare indietro per occuparsene. Al momento della conclusione della repressione della ribellione, Cesare era arrivato in Asia per porre rimedio alla situazione e riuscì facilmente a sconfiggere Farnace in modo decisivo nella battaglia di Zela.